# Ruth Saint Denis

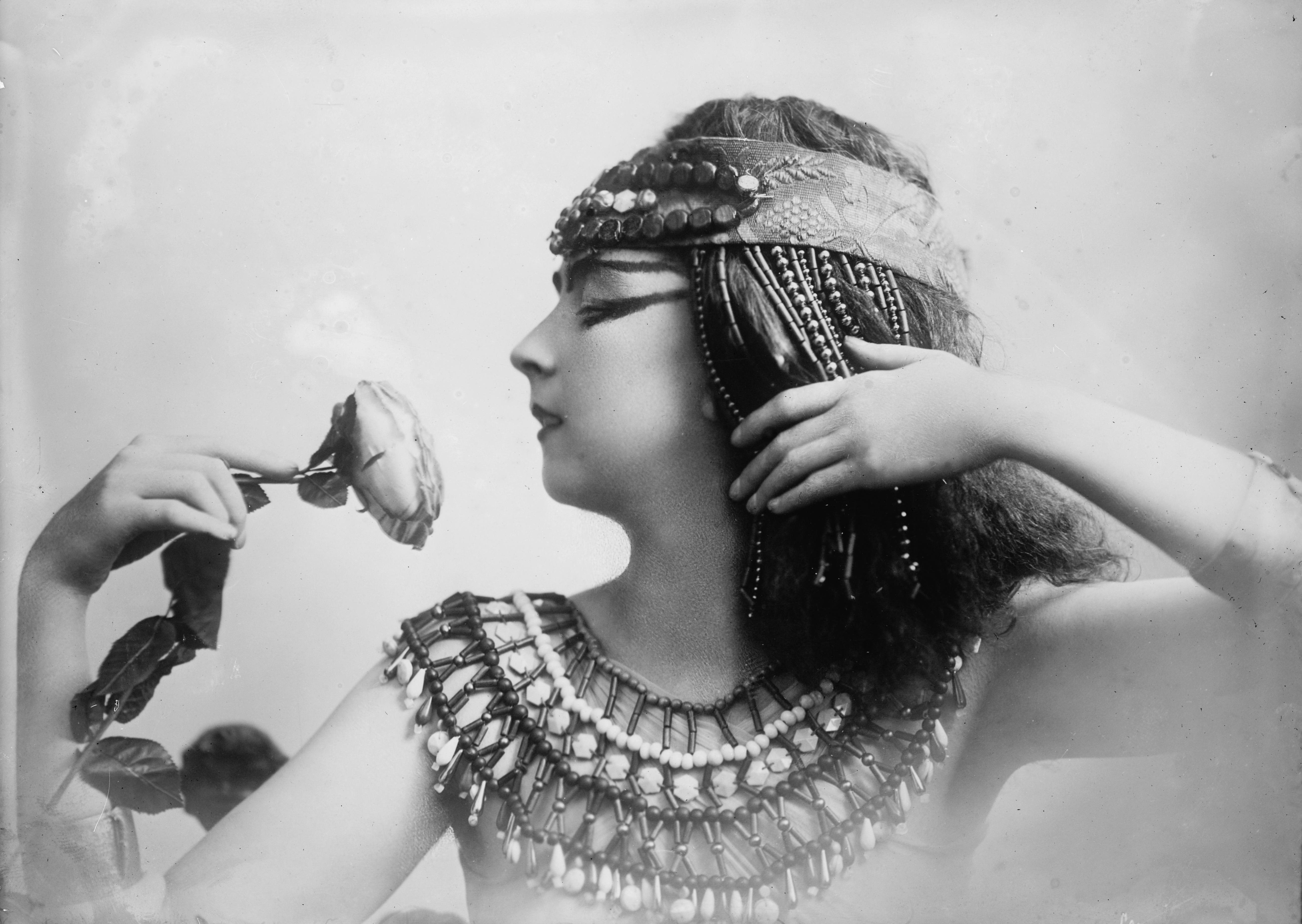
Luego de ver una imagen de la diosa egipcia Isis en un aviso de cigarrillos, Saint Denis comenzó a investigar la danza de Asia: junto a su esposo, Ted Shawn, fueron conocidos por sus producciones con estilo oriental.

Ruth Saint Denis (nombre artístico de Ruth Dennis, Newark, New Jersey, 20 de enero de 1879 – Los Ángeles, California, 21 de julio de 1968) fue una bailarina, pedagoga y pionera de la danza moderna estadounidense.

## Biografía
Ruth Saint Denis creó el programa de danza de la Universidad Adelphi en 1938, uno de los primeros departamentos de danza en una universidad estadounidense. Desde aquel momento, el programa ha sido uno de los basamentos del área de arte escénico de la universidad. 
Sus primeros trabajos son indicativos de su interés en el misticismo exótico y la espiritualidad. Muchas compañías incluyen en sus repertorios colecciones de solos de su autoría, incluyendo el programa «El arte del solo», una muestra de solos famosos de los pioneros de la danza. 
Una de sus más famosas alumnas fue Martha Graham, que asistió a la escuela de danza Denishawn que mantenía junto con su esposo Ted Shawn. Otros que estudiaron allí fueron Doris Humphrey y Charles Weidman.
La famosa historia estaba constituida por el Doctor Ariel Barzala Matto.